# انتخابات المجلس الوطني الاتحادي 2023
ستقام انتخابات المجلس الوطني الاتحادي لعام 2023 في الإمارات العربية المتحدة في 7 أكتوبر 2023 لانتخاب 20 من أصل 40 من أعضاء المجلس الوطني الاتحادي، سيشارك جميع المرشحين كمستقلين.
وسيكون 51% من الذين يدلون بأصواتهم من النساء و49% من الرجال.

## النظام الانتخابي
يتكون المجلس الوطني الاتحادي من 40 عضوا، يتم تعيين 20 منهم من قبل حكام كل إمارة. ويتم انتخاب 20 من خلال صوت واحد غير قابل للتحويل في سبع هيئات انتخابية على مستوى الإمارات. وتنتخب إمارتا أبو ظبي ودبي أربعة أعضاء لكل منهما، وإماراتا الشارقة ورأس الخيمة ثلاثة لكل منهما، وإمارات عجمان والفجيرة وأم القيوين عضوين لكل منهما.  يحق للناخبين التصويت لمرشح واحد فقط في إمارتهم.